# Lyperogryllacris bodenklossi
Lyperogryllacris bodenklossi is een rechtvleugelig insect uit de familie Gryllacrididae. De wetenschappelijke naam van deze soort is voor het eerst geldig gepubliceerd in 1926 door Karny.